# 国立中央大学附属中壢高級中学
国立中央大学附属中壢高級中学は、台湾桃園市中壢区にある中華民国の国立高級中学。男女共学。

## 沿革
- 1940年- 中壢家政女子学校として創立。
- 1945年- 二戦後により新竹県立中壢初級中学に改制。
- 1948年- 高校部増設により新竹県立中壢中学に改称。
- 1950年- 行政区画調整により桃園県立中壢中学に改称。
- 1952年- 昇格により台湾省立中壢中学に改称。
- 1970年- 初中部廃止により台湾省立中壢高級中学に改称。
- 2000年- 昇格により国立中壢高級中学に改称。
- 2013年- 国立中央大学附属中壢高級中学に改称。

## 設置課程
- 全日制

## 歴代校長

### 日本時代
| 代    | 氏名     | 任期 |
| ----- | -------- | ---- |
| 初代  | 松尾寿治 | -    |
| 第2代 | 長口義治 | -    |

### 二戦結束後
| 代     | 氏名   | 任期                |
| ------ | ------ | ------------------- |
| 初代   | 方石福 | 1945年-1948年       |
| 第2代  | 黄新亞 | 1948年-1950年       |
| 第3代  | 廖英華 | 1950年-1951年       |
| 第4代  | 温麟   | 1951年-1955年       |
| 第5代  | 趙仰雄 | 1955年-1963年       |
| 第6代  | 熊恵民 | 1963年-1965年       |
| 第7代  | 王宏志 | 1965年-1969年       |
| 第8代  | 熊茂生 | 1969年-1981年       |
| 第9代  | 戴博文 | 1981年-1988年       |
| 第10代 | 馮堯春 | 1988年-1993年       |
| 第11代 | 廖萬連 | 1993年-2001年7月    |
| 第12代 | 張碧娟 | 2001年8月-2009年7月 |
| 第13代 | 胡劍峰 | 2009年8月-2017年7月 |
| 第14代 | 李世峰 | 2017年8月-          |

## 校訓
盡忠尚義、耐勞崇禮

## 姉妹校
- 大阪府立泉北高等学校